# Bức tường Vĩ đại Sloan

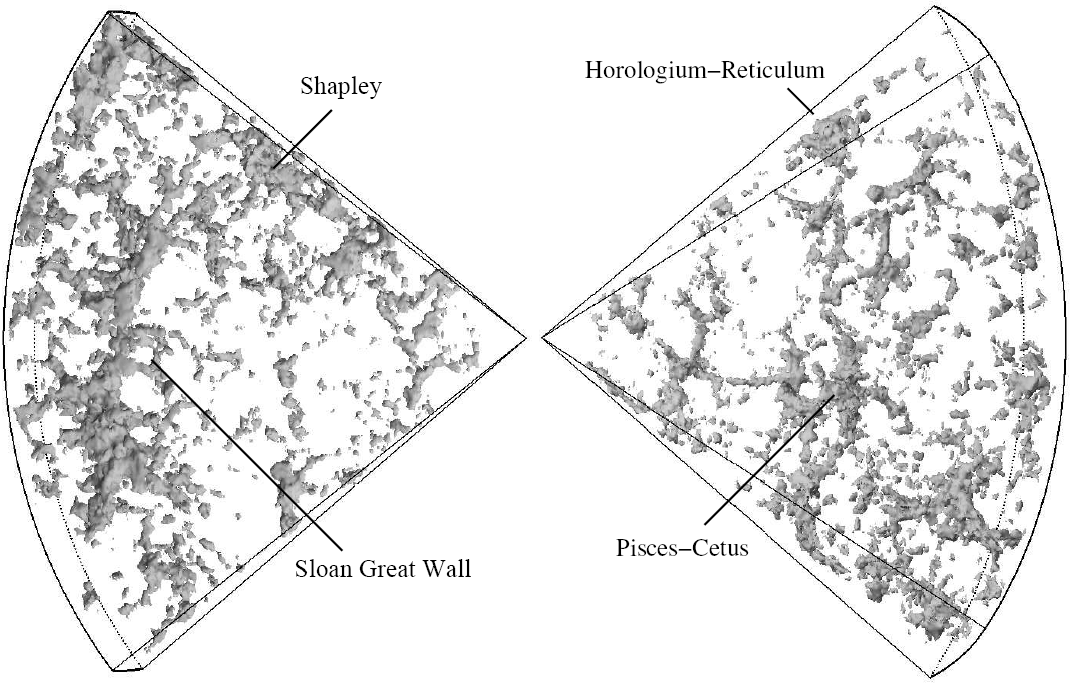
Bức tường Vĩ đại Sloan trong mô hình tái tạo DTFE các phần bên trong của 2dF Galaxy Redshift Survey.

Bức tường Vĩ đại Sloan (tiếng Anh: Sloan Great Wall) là một bức tường thiên hà khổng lồ (sợi thiên hà). Việc phát hiện ra nó được công bố vào ngày 20 tháng 10 năm 2003 bởi J. Richard Gott III của đại học Princeton và Mario Jurić cùng các đồng sự, dựa trên dữ liệu của Sloan Digital Sky Survey. Bức tường dài khoảng 1.37 tỉ năm ánh sáng (130×1025 m), xấp xỉ 1/60 lần đường kính của vũ trụ khả kiến, cấu trúc lớn thứ sáu sau nhóm quasar lớn Clowes-Campusano LQG, U1.11, Huge-LQG, vòng GRB khổng lồ và thiên hà sợi Bức tường Vĩ đại Hercules–Corona Borealis (Her-CrB GW), và nằm cách Trái Đất khoảng 1 tỉ năm ánh sáng.
Cho đến khi phát hiện ra Her–CrB GW vào tháng 11 năm 2013, nó từng là cấu sợi thiên hà lớn nhất đã biết trong vũ trụ.
Bức tường Vĩ đại Sloan, được phân loại như siêu đám thiên hà SCl 126 trong SIMBAD, dài hơn gấp ba lần Bức tường Thiên hà Vĩ đại CfA2 (được phát hiện bởi Margaret Geller và John Huchra của Harvard năm 1989), vốn nắm giữ kỉ lục trước đó.